# Бриден
Бриден (нем. Brieden) — община в Германии, в земле Рейнланд-Пфальц.
Входит в состав района Кохем-Целль. Подчиняется управлению Трайс-Карден. Население составляет 148 человек (на 31 декабря 2010 года). Занимает площадь 4,40 км².